# Sericosema hepburni
Sericosema hepburni är en fjärilsart som beskrevs av Druce 1898. Sericosema hepburni ingår i släktet Sericosema och familjen mätare. Inga underarter finns listade i Catalogue of Life.